# Montreux Hockey Club
Il Montreux Hockey Club è un club svizzero di hockey su pista fondato nel 1911 ed avente sede a Montreux nel Canton Vaud.
Nella sua storia ha vinto 46 campionati nazionali (il più recente nel 2017-2018), 16 Coppe di Svizzera e 5 Coppa delle Nazioni che ne fanno la squadra elvetica più titolata.
La squadra disputa le proprie gare interne presso la Salle du Pierrier, a Montreux.

## Storia
Il club venne fondato nel 1911 da Fred Renkewitz e fu il primo club di hockey su pista elvetico.
Dal 1932 al 1966 il club vincerà tutti i campionati elvetici tranne nel 1937, nel 1938, nel 1942 e nel 1962 dominando il torneo. Giocatore simbolo di questo dominio è Marcel Monney, soprannominato "Cho-Cho". Con il Montreux tre il 1941 e il 1966 vinse per 24 volte il campionato svizzero e per 6 volte la Coppa svizzera.
Dopo questo periodo di assoluto dominio il club entrò in una fase di declino; infatti dopa la vittoria nel 1986 per rivincere il campionato dovette attendere la stagione 2016-2017.

### Coppa delle Nazioni
La Coppa delle Nazioni viene organizzata dal club dal 1921; attualmente viene disputata ogni due anni e vi partecipano le più importanti nazionali di hockey su pista oltre che alla squadra di casa.

## Palmarès

### Competizioni nazionali
- Campionato svizzero: 46
  - 1925, 1926, 1927, 1928, 1929, 1930, 1931, 1932, 1933, 1934 
  - 1935, 1936, 1939, 1940, 1941, 1943, 1944, 1945, 1946, 1947  
  - 1948, 1949, 1950, 1951, 1952, 1953, 1954, 1955, 1957, 1958   
  - 1959, 1960, 1961, 1963, 1964, 1965, 1966, 1969, 1975, 1976    
  - 1982, 1983, 1984, 1986, 2016-2017, 2017-2018

- Coppa di Svizzera: 16
  - 1958, 1960, 1961, 1963, 1964, 1965, 1969, 1970, 1971, 1972
  - 1975, 1978, 1980, 1981, 1984, 2014-2015

### Altre competizioni
- Coppa delle Nazioni: 5
  - 1921, 1922, 1934, 1935, 1941

## Statistiche

### Partecipazioni ai campionati nazionali
| Livello | Categoria        | Partecipazioni | Debutto | Ultima stagione | Totale |
| ------- | ---------------- | -------------- | ------- | --------------- | ------ |
| 1°      | Lega Nazionale A | 86             | 1932    | 2017-2018       | 86     |

### Partecipazioni alle coppe europee
| Competizione                            | Partecipazioni | Debutto   | Ultima stagione | Miglior risultato                                                            |
| --------------------------------------- | -------------- | --------- | --------------- | ---------------------------------------------------------------------------- |
| Coppa dei Campioni CERH European League | 10             | 1966-1967 | 2017-2018       | Quarti di finale nel 1966-1967, nel 1976-1977, nel 1983-1984 e nel 1986-1987 |
| Coppa CERS                              | 13             | 1987-1988 | 2015-2016       | Ottavi di finale 11 volte                                                    |
| Coppa delle Coppe                       | 3              | 1978-1979 | 1981-1982       | Semifinale nel 1981-1982                                                     |